# Église Notre-Dame-de-l'Assomption de la Sainte-Vierge d'Oresmaux
L'église Notre-Dame-de-l'Assomption de la Sainte-Vierge d'Oresmaux est une église catholique située à Oresmaux, dans le département de la Somme, au sud d'Amiens.

## Historique
L’église précédente avait été construite en pierre à la fin du XVIIIe siècle. En juin 1940 au cours de la Campagne de France, le village fut détruit lors des combats de la bataille d'Amiens. En 1955 débutèrent les travaux de reconstruction de l'église.

## Caractéristiques

### Extérieur
Les architectes Dufournet et Grandjean ont conçu cette nouvelle église en pierre de taille selon un plan basilical traditionnel, sans transept. La tour-clocher, de 35 mètres de haut flanque l'édifice sur son flanc sud. Une flèche effilée le surmonte.
Les sculptures extérieures ont été réalisées par Louis Leygue, sculpteur parisien, notamment la Vierge à l'Enfant du portail, sainte Anne et Marie enfant, saint Jean-Baptiste sur la façade latérale.  

### Intérieur
Jacques Despierre réalisa la peinture murale du chevet sur toile marouflée représentant la Crucifixion, en 1957. Cette peinture représentant le Christ en croix, la Vierge, saint Jean l’Évangéliste et les larrons, est inscrite monument historique, au titre d'objet, depuis le 9 juillet 1980. 
L'église conserve une sculpture de la Vierge à l'Enfant du XVIe siècle, en bois, inscrite monument historique, au titre d'objet, depuis le 1er octobre 1979.